# Буур, Доминик
Домини́к Буу́р (фр. Dominique Bouhours; 15 мая 1628, Париж[…] — 27 мая 1702, Париж) — французский священник-иезуит, богослов, историк и грамматист, авторитетный литературный критик, преподаватель литературы и риторики.

## Биография
В 16 лет стал членом Ордена иезуитов. Преподавал словесность в Клермонском коллеже, риторику — в Туре и Руане. Выступал против янсенистов, полемизировал с Паскалем. Воспитатель Генриха II Орлеанского. Писал стихи, автор ряда трактатов, диалогов и эссе, в том числе в эпистолярной форме. Написал биографии Игнатия Лойолы и Франциска Ксаверия, других духовных лиц. Поддерживал отношения с Буало, Лабрюйером, Расином, которые присылали ему на отзыв свои сочинения. О нём не без иронии, но со вниманием писал Вольтер. В отношении к французскому языку, универсалистский дух которого он ставил чрезвычайно высоко, придерживался классицистских принципов Вожла, слыл пуристом. Внес свой вклад в спор о древних и новых. Один из переводчиков Нового Завета по тексту Вульгаты.

## Значение и признание
Труды Буура о языке и стиле переведены в ряде стран, переиздаются во Франции до нынешнего дня. Они оказали влияние на классицистские теории языка, стиля, перевода в различных странах Европы от Нидерландов до Польши (Станислав Любомирский). Моралистическую мысль Буура высоко ставил лорд Честерфилд («Письма к сыну», LVIII).

## Сочинения
- Recueil de diverses pieces sur les questions du temps, 1668
- Les Entretiens d’Ariste et d’Eugène. Dialogues, 1671 (множество переизданий, включая 2003)
- Sentimens chrétiens pour entretenir la dévotion durant la journée, 1673
- Doutes sur la langue française, proposés à Messieurs de l’Académie française par un gentilhomme de province, 1674 (переизд. 1972)
- Remarques nouvelles sur la langue françoise, 1675 (переизд. 1972)
- Histoire de Pierre d’Aubusson, grand maître de Rhodes, 1676
- La Vie de saint Ignace, fondateur de la Compagnie de Jésus, 1679
- Vie de saint Francois Xavier, apôtre des Indes et du Japon, 1682
- Les Pensées chrétiennes pour tous les jours du mois, 1669
- Opuscules sur divers sujets, 1684
- La Vie de Mme de Bellefont, supérieure et fondatrice du monastère des religieuses Bénédictines de Nostre-Dame des Anges, 1686
- >La Manière de bien penser dans les ouvrages d’esprit, 1687 (переизд. 1974)
- Lettres à une dame de province sur les «Dialogues d’Eudoxe et de Philanthe», 1688
- Pensées ingénieuses des anciens et des modernes, 1689 (переизд. 1971)
- >Suite des Remarques nouvelles sur la langue françoise, 1693
- Recueil de vers choisis, 1693
- Le Nouveau Testament de Nostre Seigneur Jesus-Christ, traduit en françois selon la Vulgate, 1697—1703
- Pensées ingénieuses des Pères de l'Église, 1700